# Igor Chislenko
Igor Leonidovich Chislenko - em russo, Игорь Леонидович Численко (Moscou, 4 de janeiro de 1939 - Moscou, 22 de setembro de 1994) - foi um jogador de futebol soviético.

## Carreira
Sua carreira, estendida de 1957 a 1971, foi dedicada, a nível de clubes, quase que exclusivamente ao Dínamo de Moscou, clube que defendeu do início da carreira até 1970. No ano em que começou, já conquistou um campeonato soviético. Outros dois viriam, em 1959 e 1963. 

## Seleção
Estrearia pela Seleção Soviética, pela qual marcaria 21 gols em 54 jogos, em 1959. Por ela, disputou as Copas do Mundo de 1962 e 1966. Em Copas, marcou 2 gols na de 1962 (inclusive o único na derrota de 2 a 1 para os anfitriões chilenos, que os eliminaram) e outros dois em 1966 (contra a Itália, na primeira fase, e contra a Hungria, nas quartas-de-final), quando a equipe chegou ao quarto lugar - sua melhor colocação em mundiais. Participaria ainda das Eurocopas de 1964 e 1968 - quando se despediu da seleção -, em que foi vice-campeão e quarto lugar, respetivamente.
Saiu do Dínamo em 1970 e encerrou a carreira no ano seguinte, em outro Dínamo, o de Tselinogrado (nome à época de Astana, atual capital do Cazaquistão).